# Revista Brasileira
Revista Brasileira é uma revista brasileira criada em 14 de julho de 1855 e que atualmente funciona como Revista da Academia Brasileira de Letras.

## História

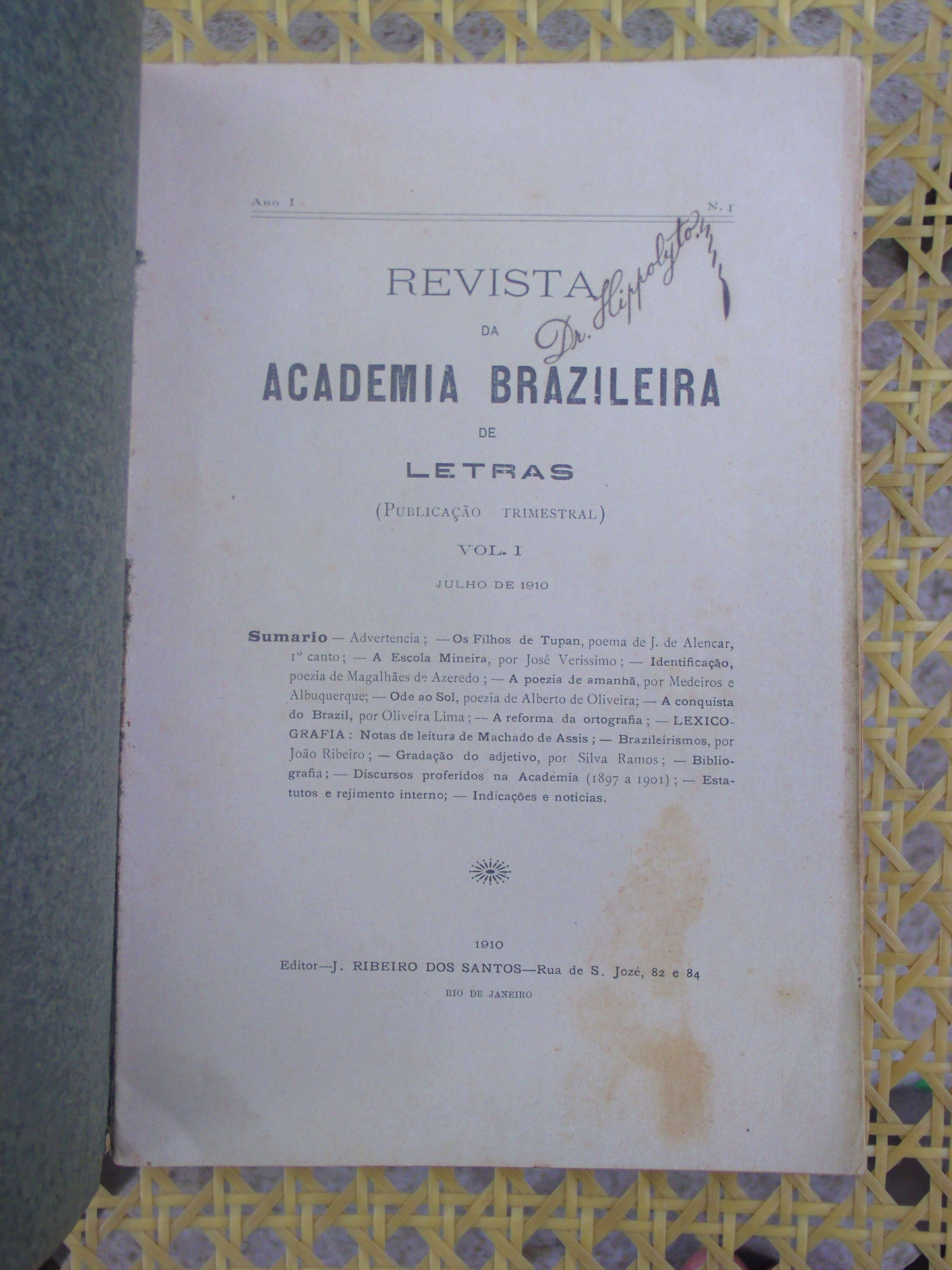
Folha de rosto da edição nº 1, em 1910.

Primeiramente denominada como Revista Brasileira, Jornal de Literatura, Teatros e Indústria. Um de seus colaboradores foi Machado de Assis que, inclusive, contribuiu com folhetins que mais tarde virariam livro, tais como Memórias Póstumas de Brás Cubas (1881) até ser editado pela Tipografia Nacional.

### Encampada pela Academia Brasileira de Letras
Em 1941, por sugestão de Levi Carneiro, a Academia Brasileira de Letras, visando o resgate e o prosseguimento da tradição literária que a revista foi no cenário brasileiro, a encampa como revista da instituição.

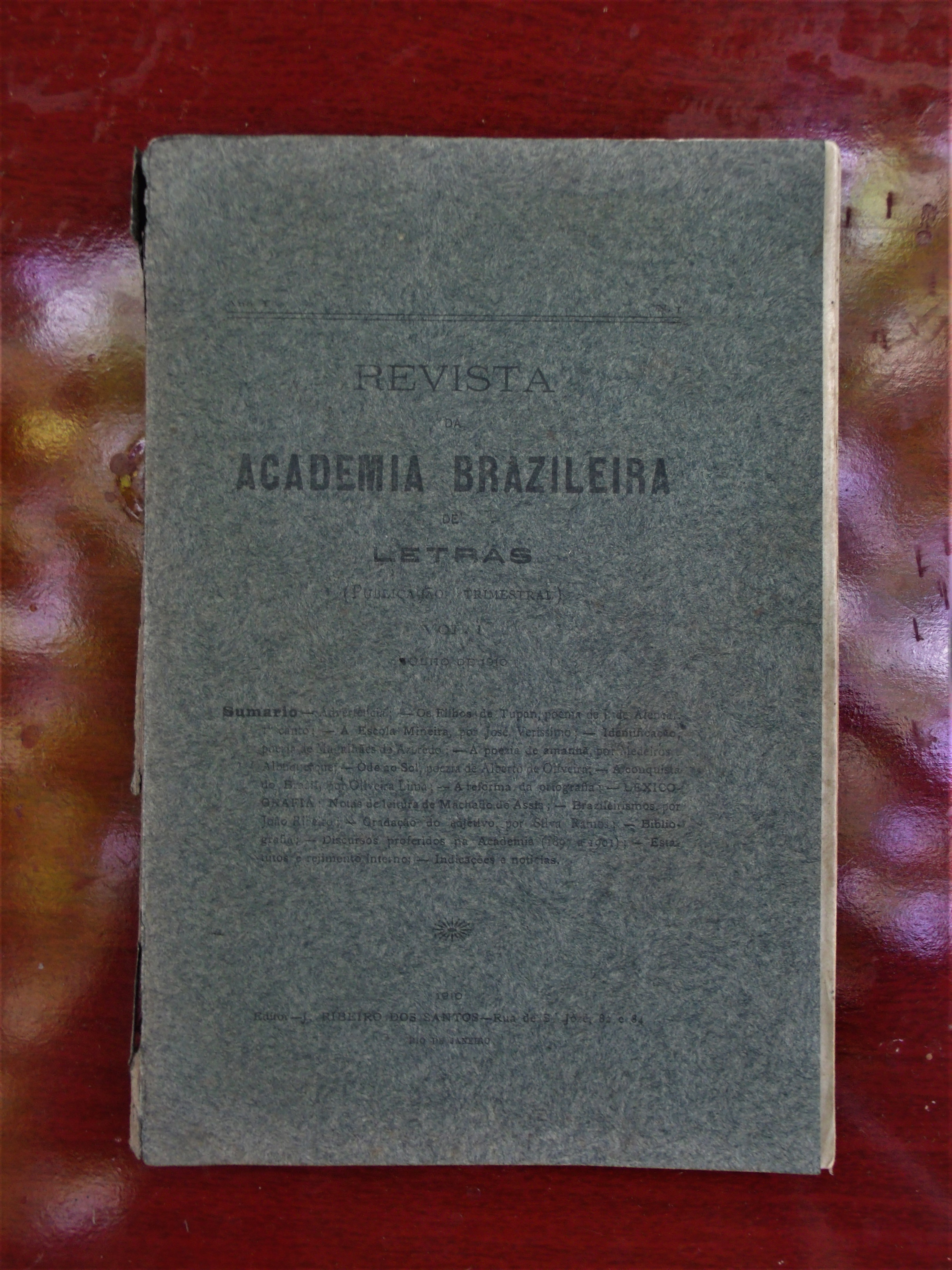
Capa da edição número 1 em 1910.

| “ | Esta é nossa política editorial, a de conservar na revista da Casa a lembrança perpétua dos que passaram por ela e deixaram o testemunho de seu interesse e amor pela língua e a literatura nacionais, conforme o artigo primeiro dos Estatutos. | ” |